# Sete selos
Os Sete Selos são um conceito da escatologia cristã e provêm do Livro do Apocalipse da Bíblia cristã, onde um livro com sete selos é descrito em Apocalipse 5:1.
Os Sete Selos foram abertos pelo Leão de Judá. Apocalipse 5:5 diz: "E um dos anciões disse até mim: Não chores eis que o Leão da tribo de Judá, a raiz de Davi, venceu para abrir o livro e desatar os sete selos".
Judá era geralmente o reino entregue ao príncipe herdeiro de Israel. Jesus na tradição cristã, é o Rei dos reis, e não o príncipe herdeiro. O Leão de Judá é uma referência deliberada direta a um príncipe digno "do sangue de Cristo". Os sete selos foram abertos, um a um, pelo Cordeiro.
Apocalipse 5:6 diz: "E eis que, no meio do trono e dos quatro animais, e no meio dos anciãos, um Cordeiro como tinha sido morto, tendo sete chifres e sete olhos, que são os sete Espíritos de Deus enviados por toda a terra".

## Sinais

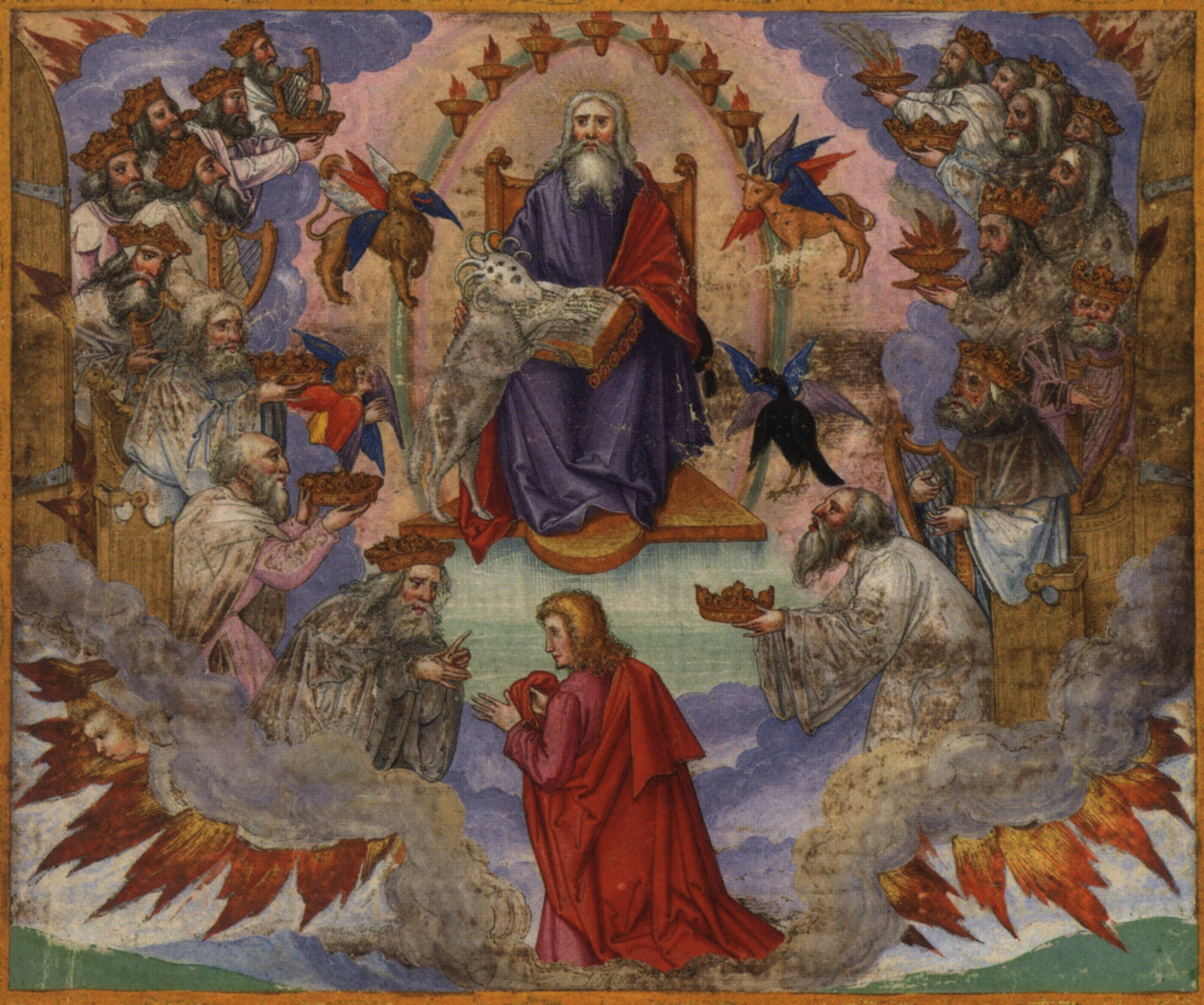
O Cordeiro abrindo o Livro dos Sete Selos.

Cada abertura de um dos selos é seguida por um evento ou uma série de eventos. Apocalipse 6:1: "E, havendo o Cordeiro aberto um dos selos, olhei, e ouvi um dos quatro animais, que dizia como em voz de trovão: Vem, e vê". A visão do Livro dos Sete Selos foi referida por João, em Apocalipse. Quando cada um dos quatro primeiros selos é aberto, um cavalo e seu cavaleiro aparecem. Estes são geralmente referidos como Cavaleiros do Apocalipse.
Na abertura do primeiro selo surge um cavalo branco, que representa o Anticristo, com sua falsa inocência e paz, que governa o mundo (Apocalipse 6:2).
Na segunda abertura do livro, surge outro cavalo, desta vez vermelho, ao qual foi dada a ordem de que tirasse a paz da terra, e que se matassem uns aos outros (Apocalipse 6:4).
Ao abrir do terceiro selo, João vê um cavalo preto, que segurando uma balança faz ofertas exorbitantes; o que significaria a escassez dos produtos e seus preços exorbitantes. Este cavalo representa a fome, a penúria, as trocas injustas (Apocalipse 6:4).
Na abertura do quarto selo surge o último dos quatro cavaleiros, que é a representação da fome, da peste e da destruição, do qual o que estava assentado sobre ele havia a palavra Morte, e o Inferno o seguia (Apocalipse 6:7-8).
A abertura do quinto selo é seguida por uma visão daqueles que foram "mortos por causa da palavra de Deus" (Apocalipse 6:9).
Quando o sexto selo é aberto, há um grande terremoto, e os sinais aparecem no céu. (Apocalipse 6:12,14) Além disso, 144.000 servos de Deus são "selados” nas suas testas, em Apocalipse 7.
Quando o sétimo e último selo é aberto, sete anjos com suas trombetas começam a soar, um por um. Os acontecimentos do Sétimo Selo são subdivididos pelos eventos seguintes, ao soar de cada trombeta. Este selo é aberto em Apocalipse 7, e a sétima trombeta não soa até Apocalipse 11.
Em resumo:
- Primeiro Selo - Conquista mundial, Cavalo branco;
- Segundo Selo – Conflito e guerra, Cavalo vermelho;
- Terceiro Selo – Fome e escassez, Cavalo preto;
- Quarto Selo – Morte, Cavalo Amarelo;
- Quinto Selo – Visão do martírio, ou mártires;
- Sexto Selo – Perturbações “cósmicas” ou sinais do céu, e a marcação dos 144 mil;
- Sétimo Selo – Soar das sete trombetas dos sete anjos e o Juízo Final.

Estudiosos bíblicos associam os sete selos com os sete Espíritos de Deus, e outros termos bíblicos referidos ao número sete. Os selos podem conter símbolos comumente interpretados como a morte, a fome, as guerras mundiais, o martírio, terremotos e o Anticristo. O livro também afirma que haverá "sete trombetas" anunciando os aspectos do "Fim dos Tempos": a humanidade a ser julgada, os mares se voltando para o sangue, feridas no corpo das pessoas, epidemias, infertilidade, e a introdução das "sete taças". Essas bacias são um terço do mar, a humanidade, a água, a vida animal, os navios, as culturas, e a terra, todos sendo tragados por um abismo infinito.